# ريتشارد سميث (سياسي)
ريتشارد سميث (بالإنجليزية: Richard Smith)‏  (و. 1783 – 1868 م) هو مهندس، وسياسي، ومهندس معادن، من كندا، توفي عن عمر يناهز 85 عاماً.

## مناصب
تولى منصب عضو مجلس نواب نوفا سكوتيا.